# Església Parroquial de Trindade
L'Església Parroquial de Trindade, també coneguda com Església Parroquial do Divino Pai Eterno, és una església catòlica situada a la ciutat brasilera de Trindade, a Goiás. Va ser inaugurada el 8 de setembre del 1912 per Antão Jorge i és considerada Patrimoni Cultural de Brasil per l'Institut del Patrimoni Històric i Artístic Nacional des del 24 de setembre del 2014.
La seua actual configuració data de l'última restauració, executada el 2013, que ressalta l'estil barroc i la tonalitat blava de la façana.

## Història

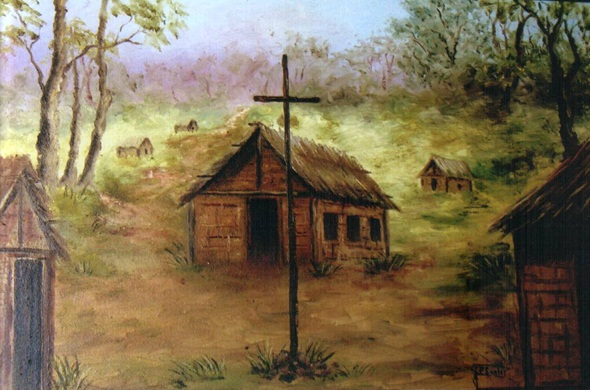
Capella construïda el 1848 per Ana Rosa i Constantino Xavier, a la zona on actualment se situa l'Església Parroquial de Trindade

La inauguració de l'Església Parroquial de Trindade està directament relacionada a la instal·lació formal de la ciutat. Construïda al territori de l'extint municipi de Campinas, fou dissenyada pel pare austrobrasiler Antão Jorge el 1912. Al voltant del 1848, els miners Ana Rosa i Constantino Xavier hi alçaren una capella coberta per tal d'exposar el medalló amb la il·lustració de la Santíssima Trindade coronant la marededeu que van trobar als marges del corrent Barro Preto.

### Restauracions
Des de la seua inauguració fins a la configuració actual, l'Església Parroquial de Trindade passà per incomptables reformes; la majoria, sense alteracions significatives en l'estructura. La modificació més nítida fou la retirada de les parets que envoltaven el presbiteri i el púlpit a l'interior. El 1958, se'n feu la primera restauració, administrada pel pare Renato de Ferrera.
Com a Patrimoni Històric de Goiás, el 13 d'octubre del 1980, s'assegurà constitucionalment que l'església podria ser rescabalada per l'estat en raó de qualsevol necessitat d'alteració estructural. Així, el 1984, se'n feu una restauració a fi de ressaltar les característiques originals del 1912, però també per evitar-ne la possible deterioració.
El 2001, es retiraren catorze pintures de l'església, amb la justificació de no formar part de l'estructura original de l'església, segons la documentació de l'Institut del Patrimoni Històric i Artístic Nacional. Va passar per reformes novament el 2010, quan se'n restaurà la coberta.
La darrera restauració n'és del 2013: els detalls externs es pintaren en blau. Se'n mantingué, però, l'arquitectura i l'estil originals, i se'n canviaren alguns materials considerats desgastats.
L'Església Parroquial de Trindade es classificà com a Patrimoni Cultural Material Nacional per l'Institut del Patrimoni Històric i Artístic Nacional el 24 de setembre del 2014. Anteriorment, el temple ja havia estat reconegut en la mateixa categoria per l'estat de Goiás, al costat d'altres esglésies de Goiás, Jaraguá i Pirenópolis. El procés responsable nacional s'arxivà per la institució governamental amb el núm. 1656, i fou acceptat de manera unànime pels jurats de l'IPHAN, sota l'al·legació del "seu elevat valor històric".

## Implantació i exterior

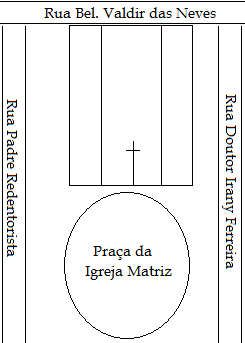
Representació de l'Església Parroquial de Trindade

L'Església Parroquial de Trindade és a la plaça del Santuari. L'església té la façana simètrica. A més de les dues entrades principals, hi ha altres sis a les ales laterals; tres en cadascuna.
Davant a la porta principal, hi ha una escultura del pare Antão Jorge. La configuració paisatgística actual de la plaça data del 2014.
Se'n poden observar les campanes i el rellotge, els quals al·ludeixen al treball dels missioners de Baviera, Alemanya.(14) Hi ha dues torres a la cara exterior, amb una cúpula piramidal en què hi ha un creuer.(17)

## Interior
La nau de l'Església Parroquial és única. El pis n'és de fusta i té 2 nivells: el de l'entrada, més baix, ocupat pels fidels i el més alt, junt a l'altar, reservat per al sacerdot. A partir de l'entrada hi ha un cor de fusta, amb una porta a oest i altra a l'est, i a les parets laterals del cos sobreïxen quatre finestres.

## Galeria d'imatges

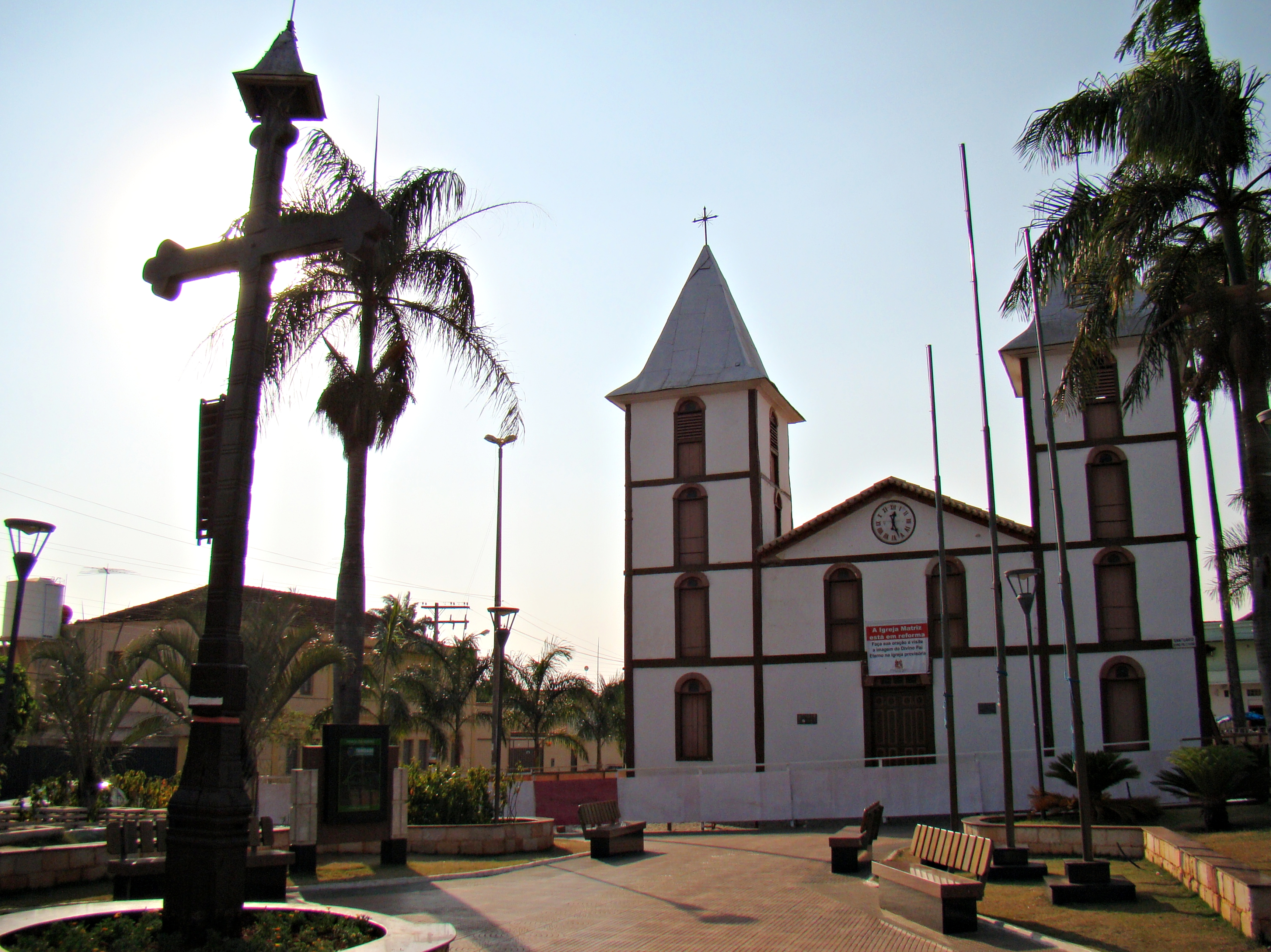
Església Parroquial de Trindade, abans de l'última restauració, a setembre del 2010
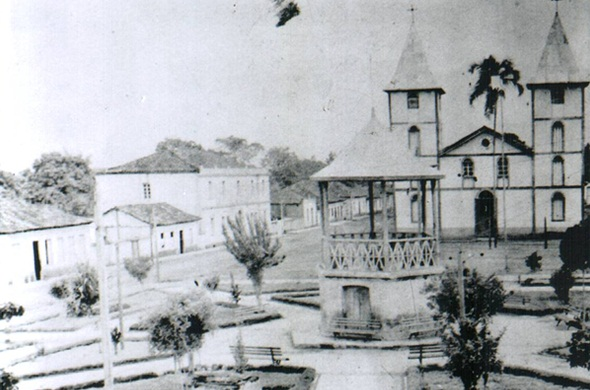
Fotografia de l'església, el 1920
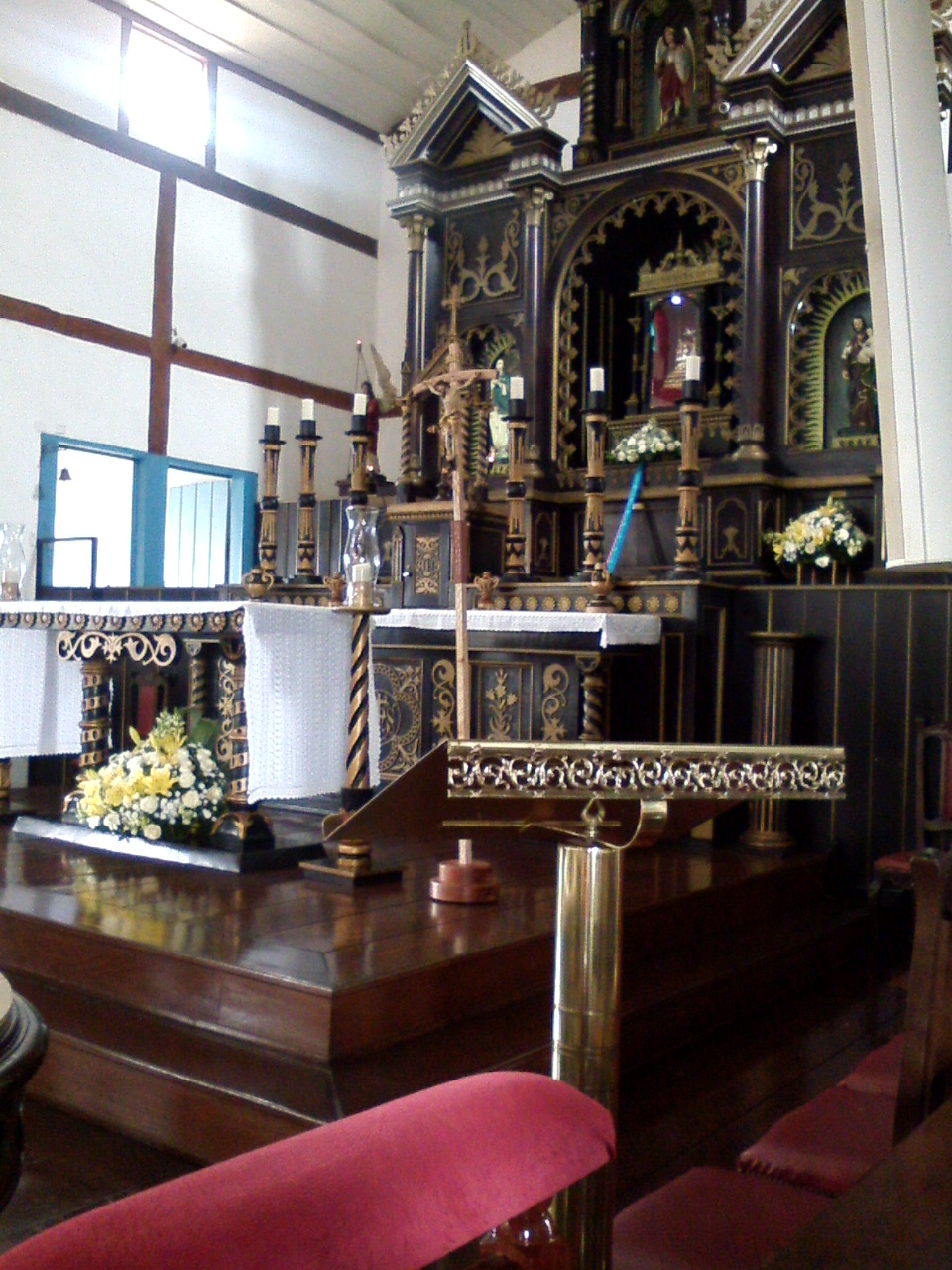
Alta major
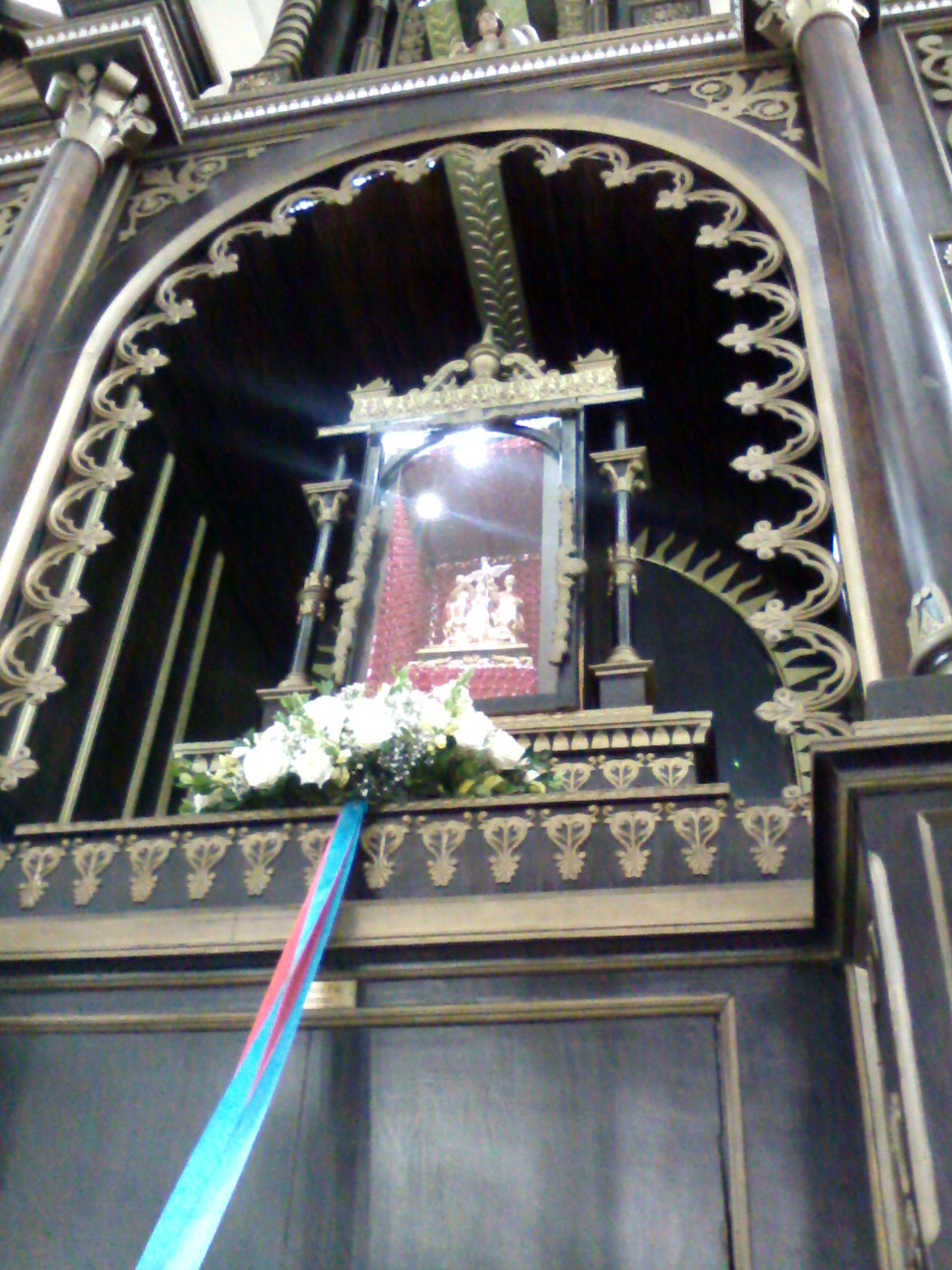
Torre central de l'altar major amb la imatge del Diví Pare Etern
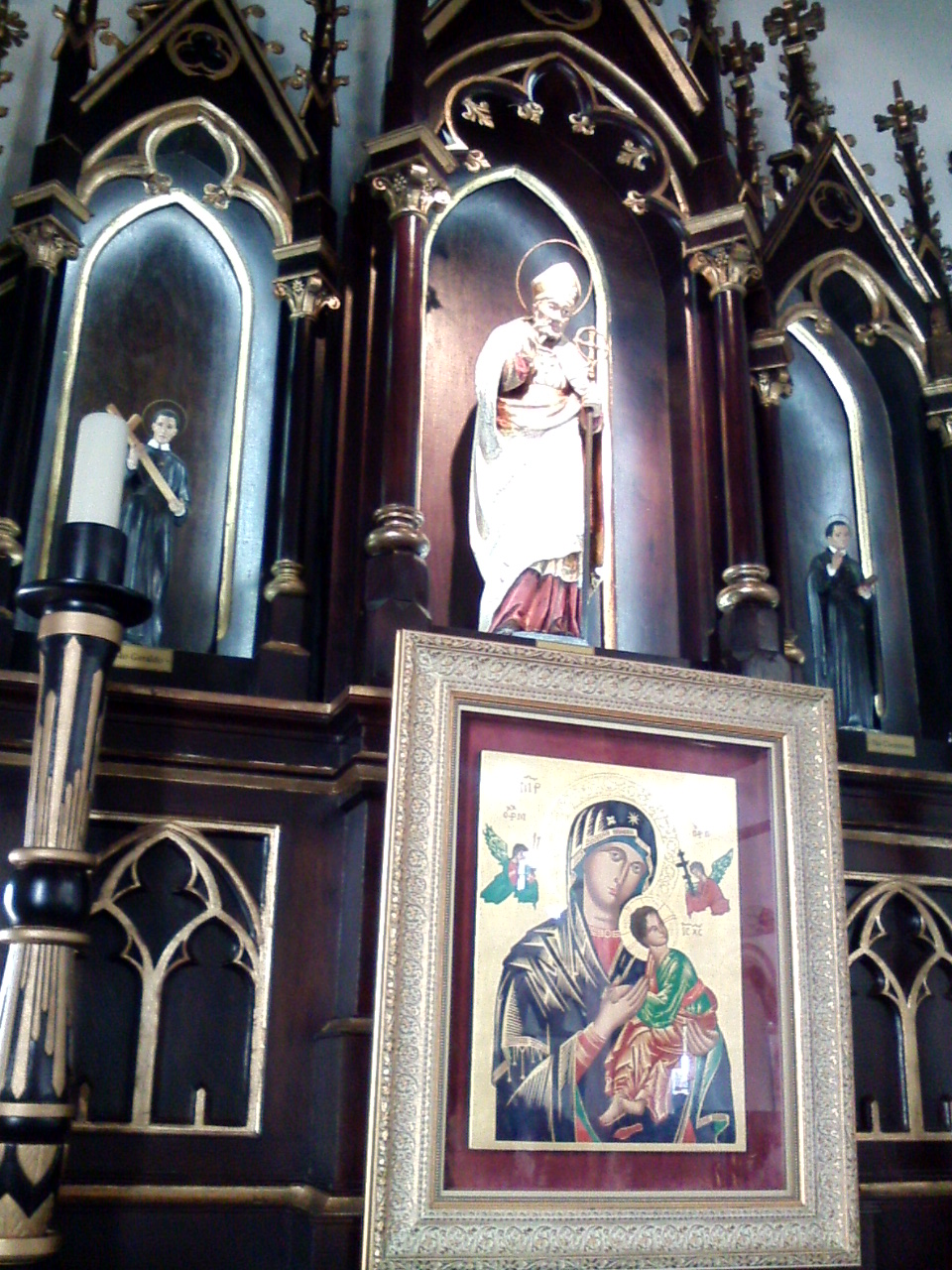
Altar lateral a l'ala lateral esquerra
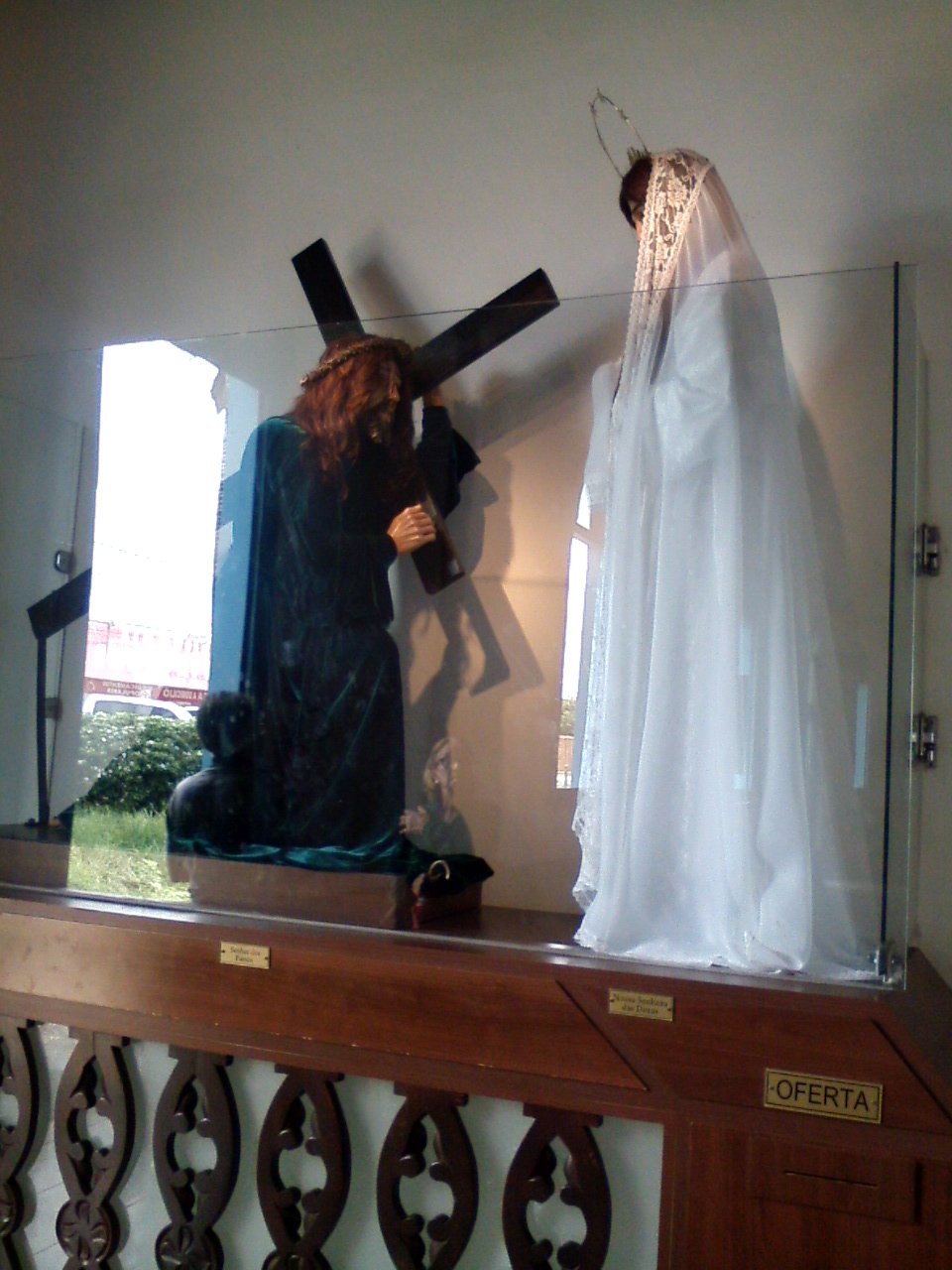
Imatge de Nossa Senhora das Dores i Jesucrist
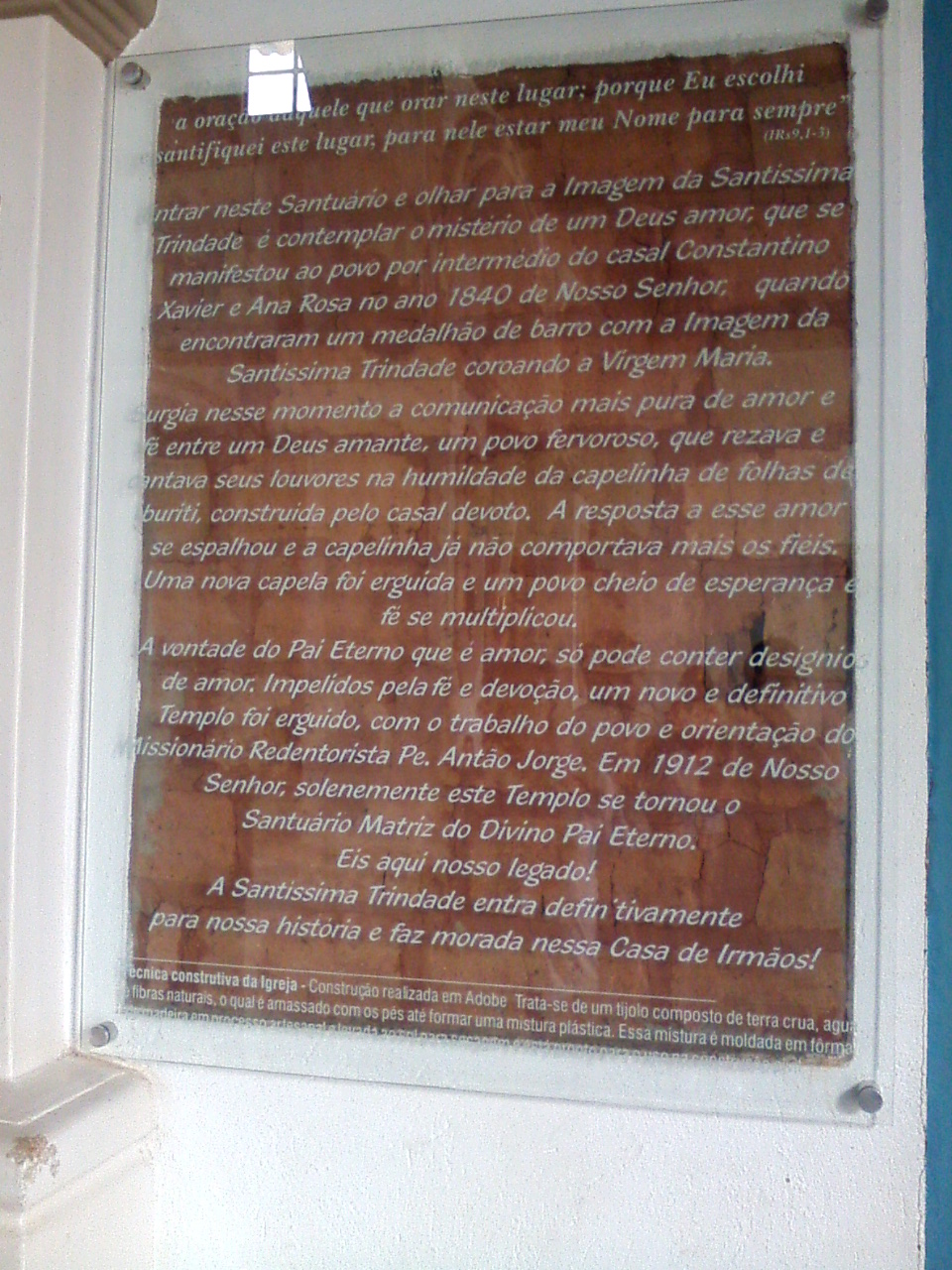
Panell amb la història de l'església
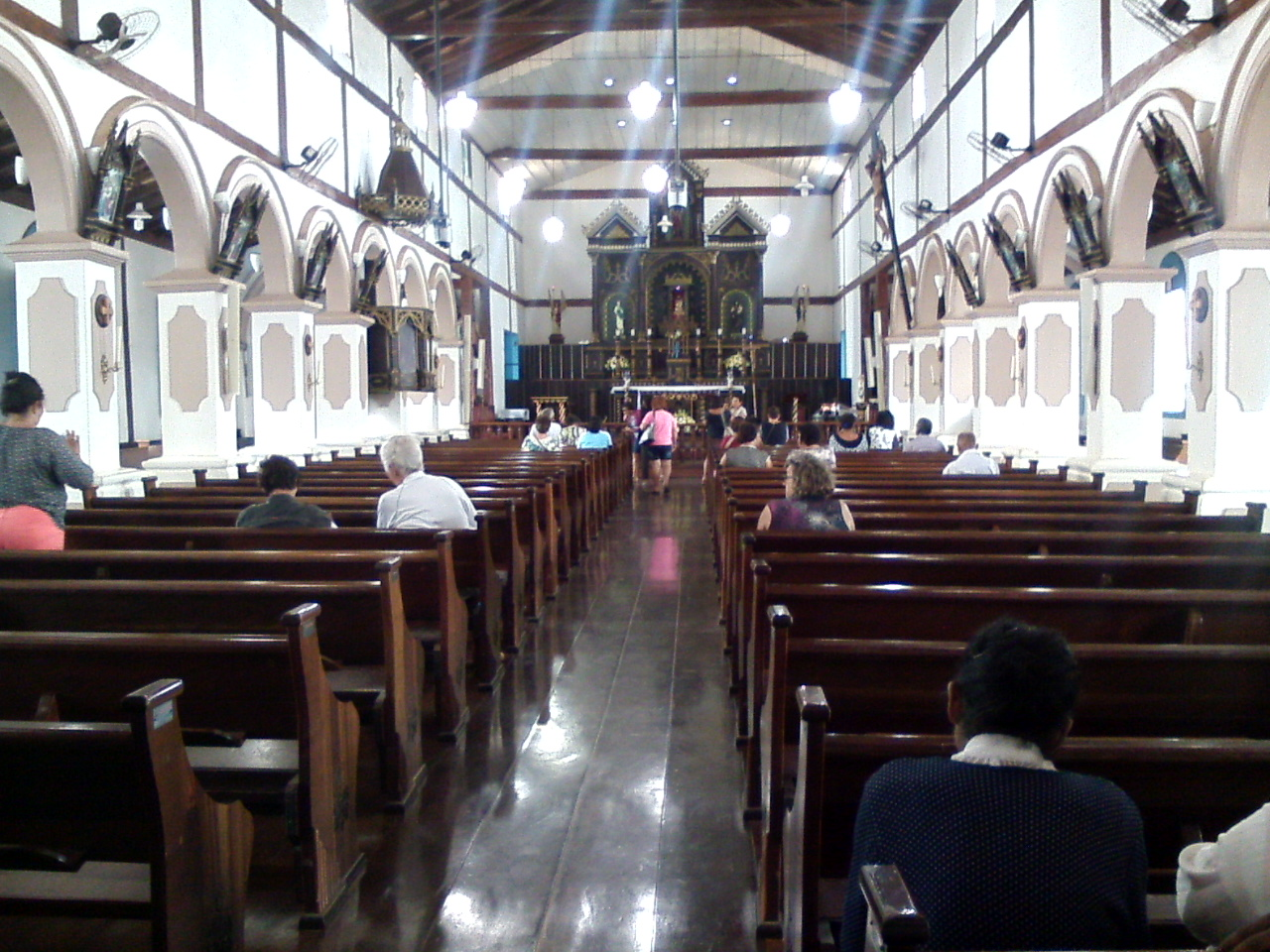
Nau única de la Trindade